# Irisarri
Irisarri (en euskera: Irisarri; en francés: Irissarry) es una comuna francesa situada en el departamento de Pirineos Atlánticos, en la región de Nueva Aquitania.
Pertenece al territorio histórico vasco-francés de Baja Navarra.

## Heráldica
| Escudo de Irissarry | En campo de azur, una banda de oro, acompañada en lo alto de una medialuna invertida y en lo bajo de tres estrellas, puestas en orla, todo de oro. |

## Historia

### Encomienda hospitalaria
El nacimiento de Irissarry así como la construcción de la encomienda de la Orden de San Juan de Jerusalén, con su hospital y su oratorio, se fecha en el siglo XII bajo el gobierno del Gran Priorato de Navarra de la Orden de San Juan de Jerusalén.
En 1350, Irissarry contaba con 23 casas. Todas, salvo dos, pertenecían y dependía de la encomienda o el señor que oficiaba de administrador y soberano.
En 1607, el comendador de Irissarry, Martin de Larrea, emprendió la reconstrucción de Ospitalea (hospital) y lo convirtió en el edificio más bello de Navarra en su momento. Luego se construyó el oratorio que se convirtió en la actual iglesia de San Juan Bautista, parte de la cual tiene la particularidad de estar pavimentada con losas funerarias. La iglesia fue profundamente transformada en 1860.

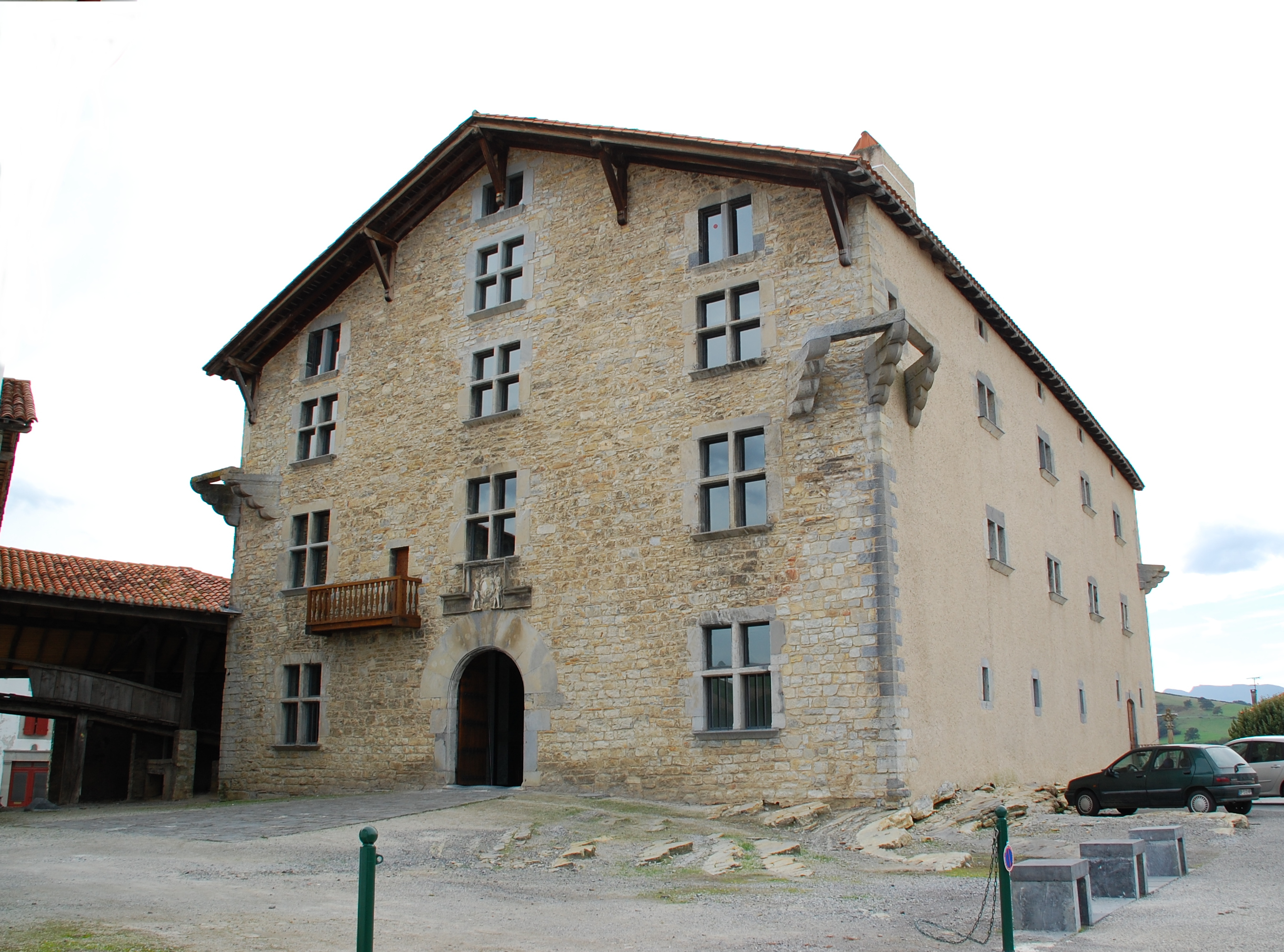
Ospitalea, encomienda de Irissarry.

## Demografía
| Gráfica de evolución demográfica de Irissarry entre 1800 y 2019 |
|                                                                 |

Fuentes: Ldh/EHESS/Cassini e INSEE.